# Orthostichopsis tortipilis
Orthostichopsis tortipilis är en bladmossart som beskrevs av Brotherus 1925. Orthostichopsis tortipilis ingår i släktet Orthostichopsis och familjen Pterobryaceae. Inga underarter finns listade i Catalogue of Life.